# 坑口文曲里公園

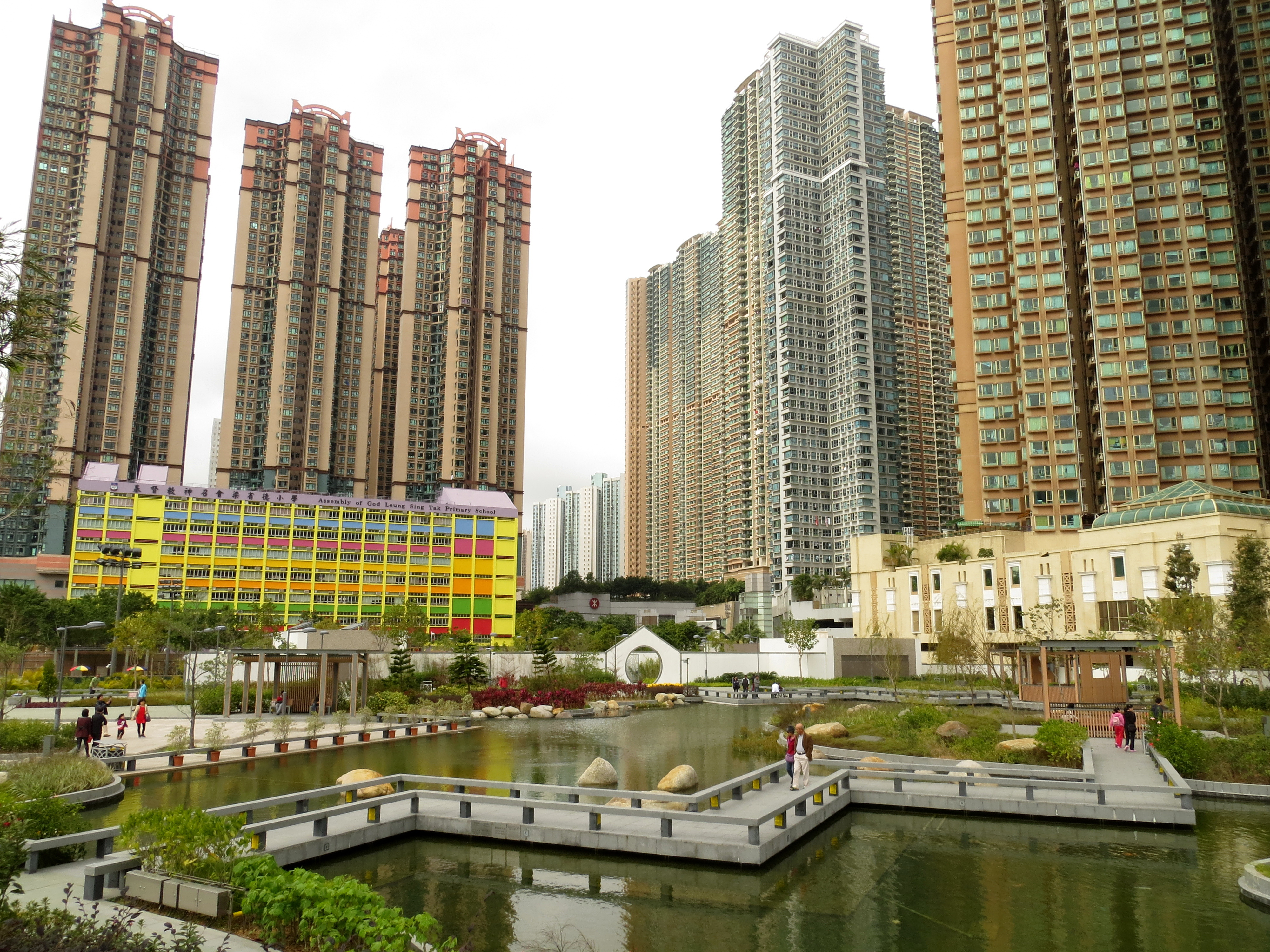
坑口文曲里公園内的池塘

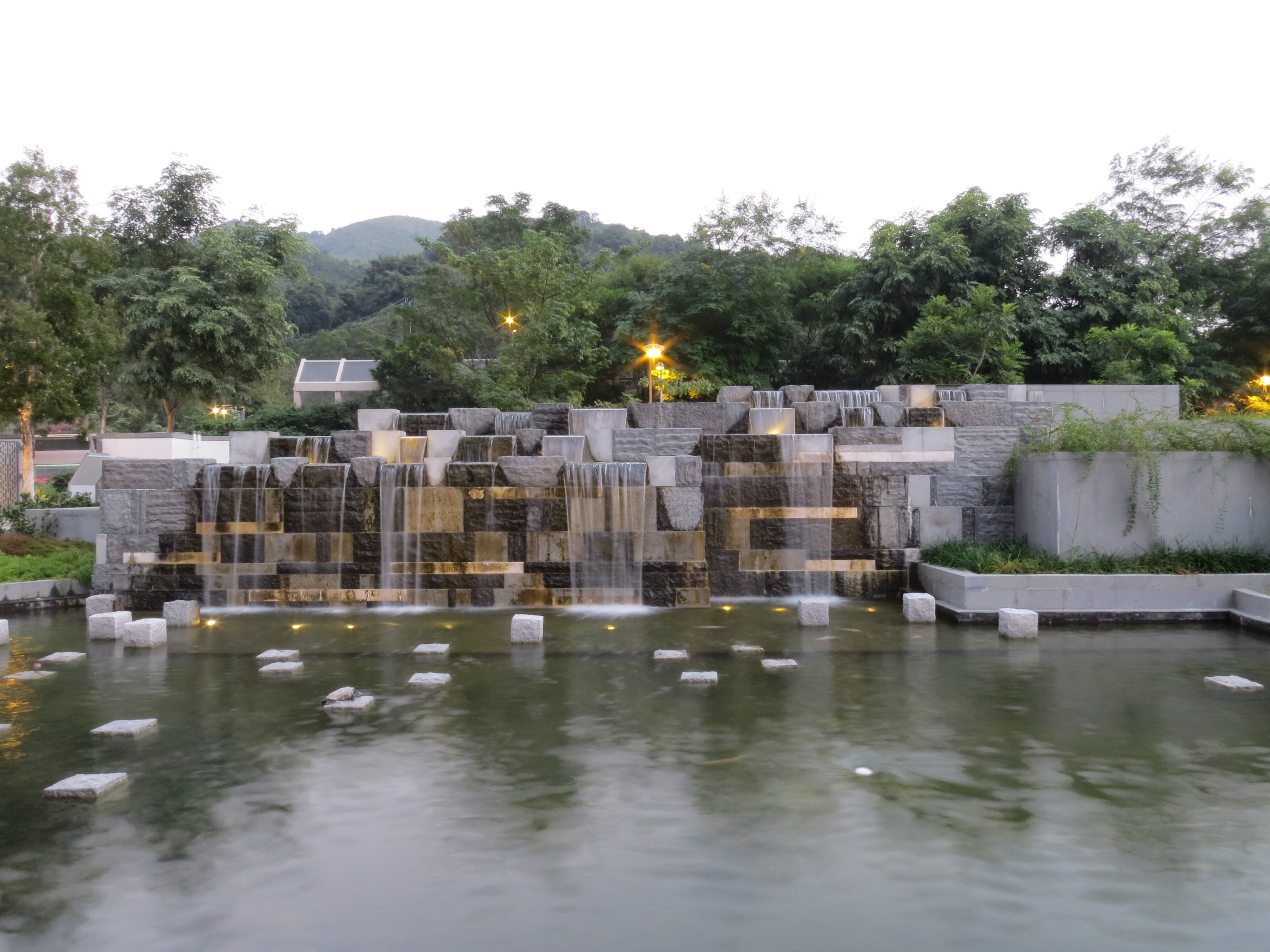
園内的人造瀑布

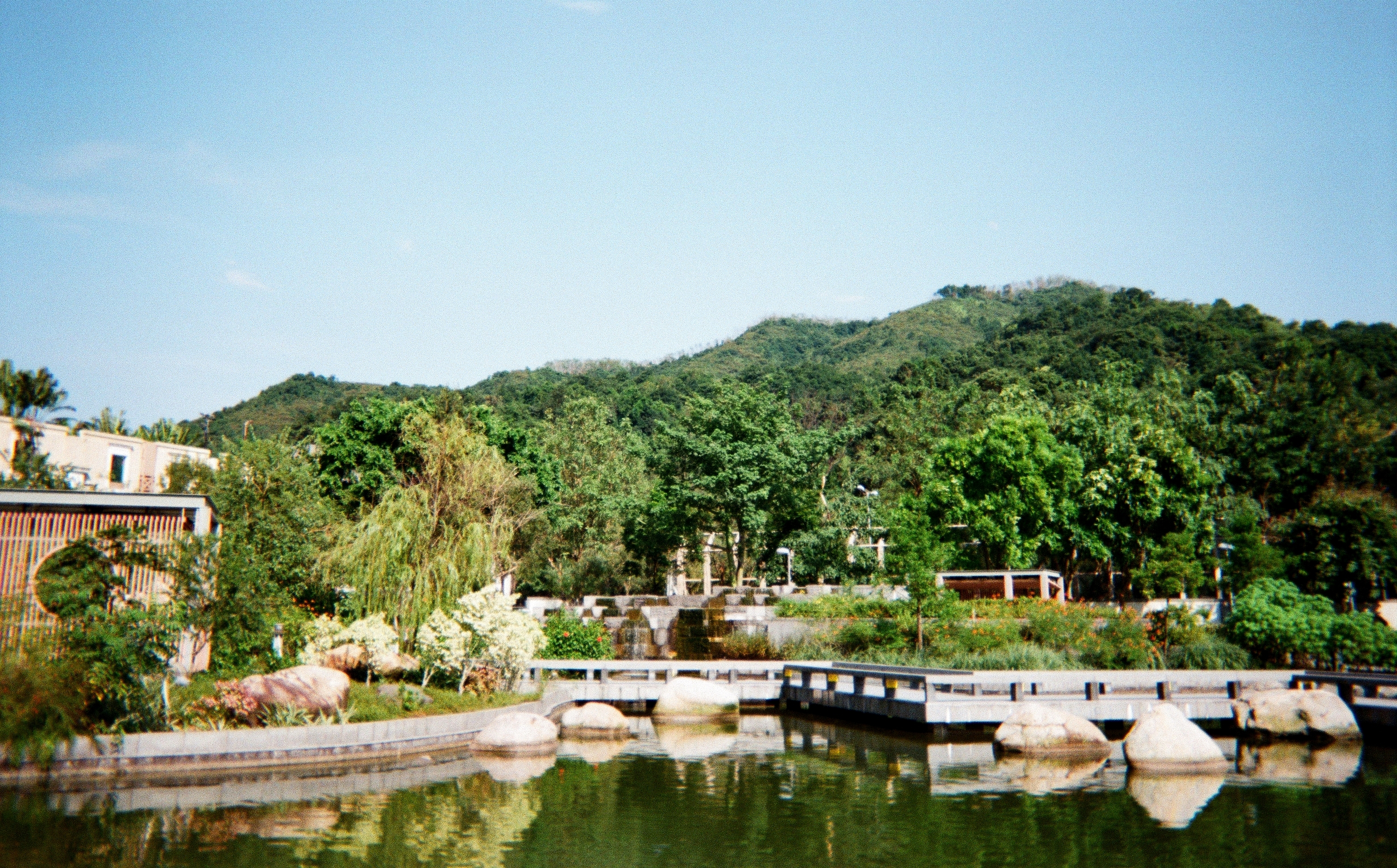
人造瀑布與涼亭

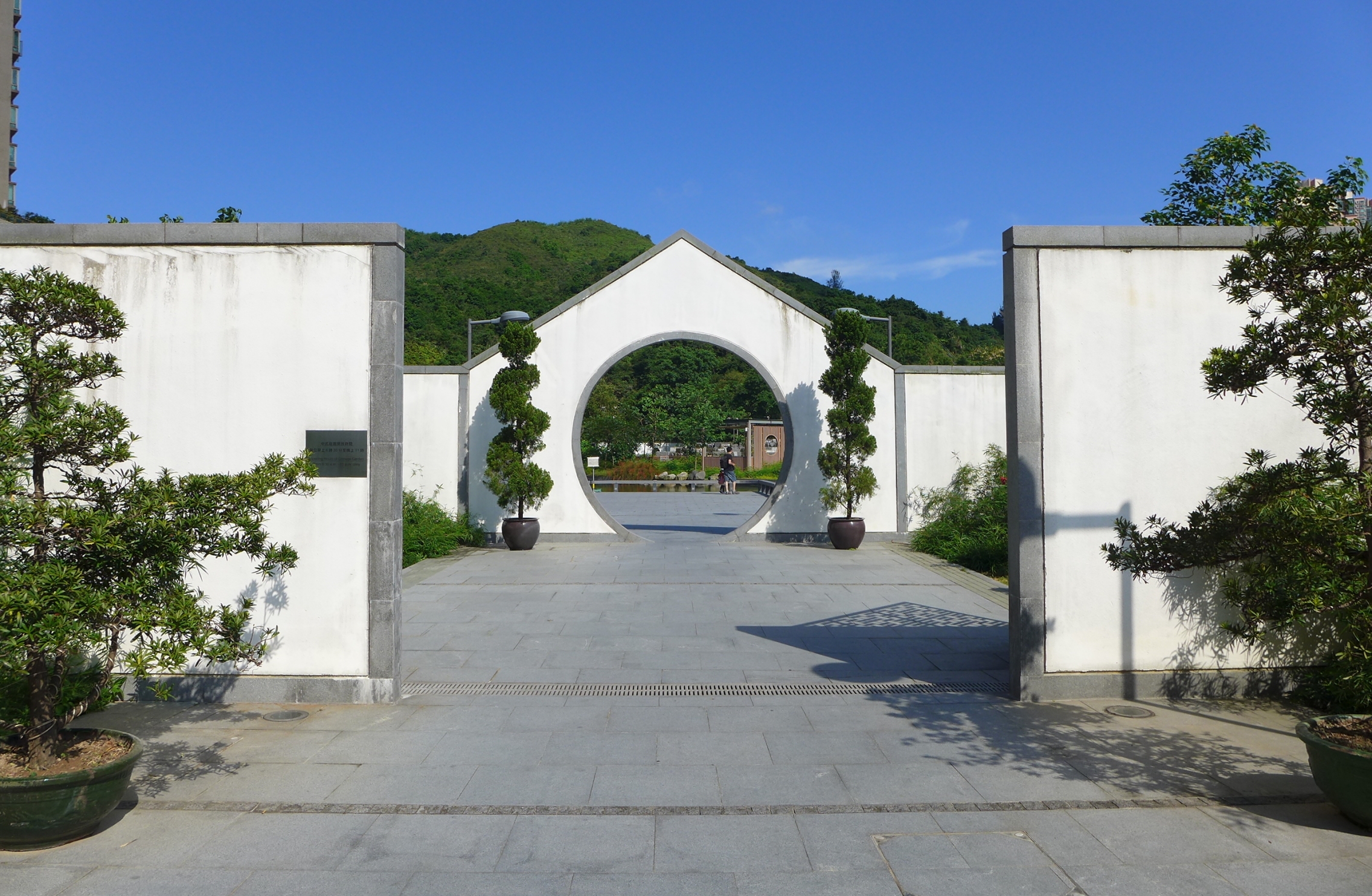
公園入口

坑口文曲里公園（英語：Hang Hau Man Kuk Lane Park）位於香港新界東將軍澳新市鎮坑口文曲里（將軍澳第37區），於環保大道與昭信路交界，佔地1.9公頃，跨越港鐵將軍澳綫將軍澳站和坑口站之間的路段、鄰近新寶城和海悅豪園等住宅群。
公園於2011年10月啟用，由康樂及文化事務署管理。香港政府在興建時預算利用1億3千萬港元在此興建休憩場地。

## 園內設施
- 中式園景花園（包括人造瀑布、池塘和小山丘）
- 入口門廊
- 有蓋廣場
- 人造草地滾球場
- 長者健身角
- 輔助設施（包括公園辦事處、洗手間、更衣室等）

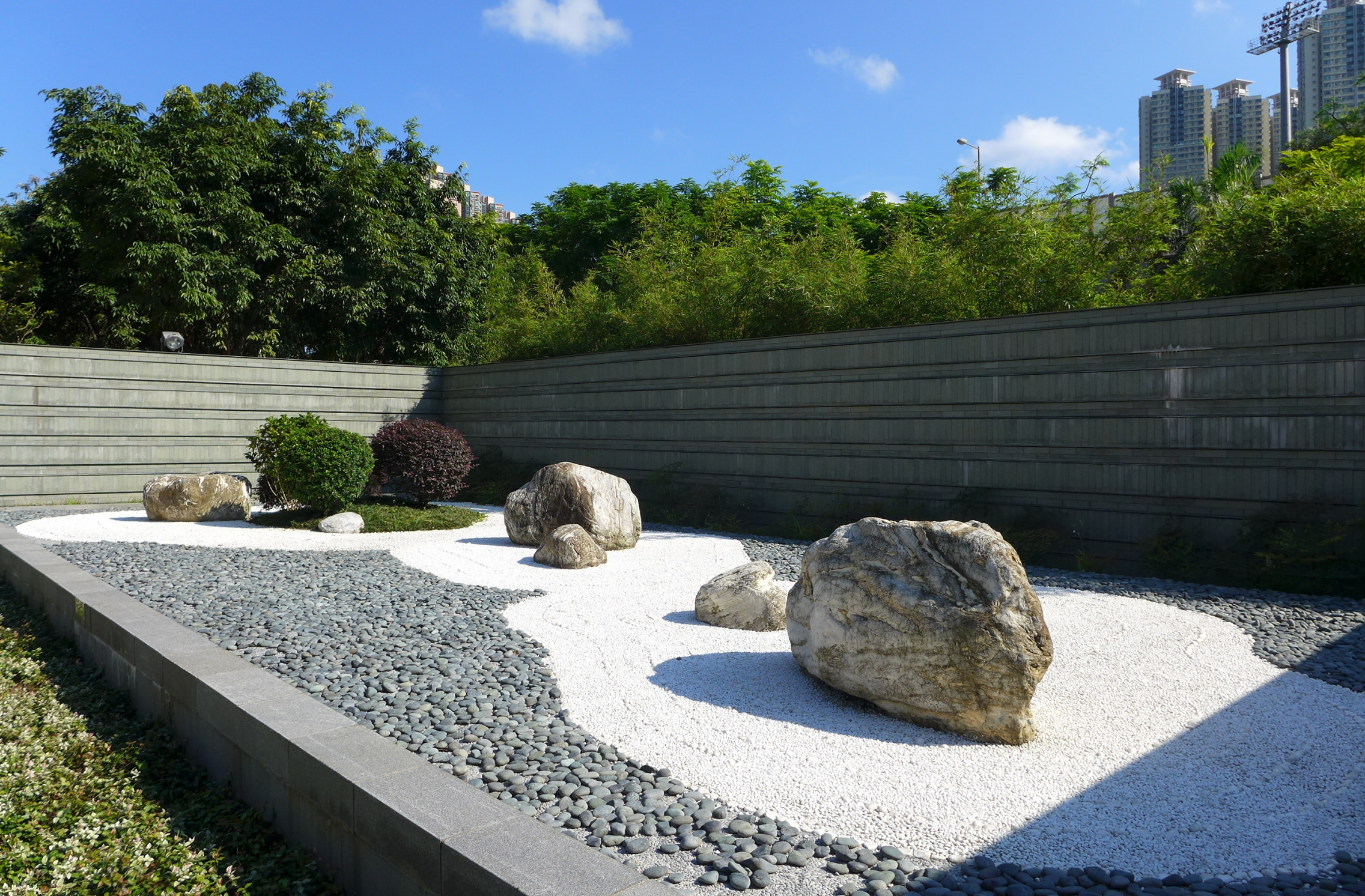
禪園
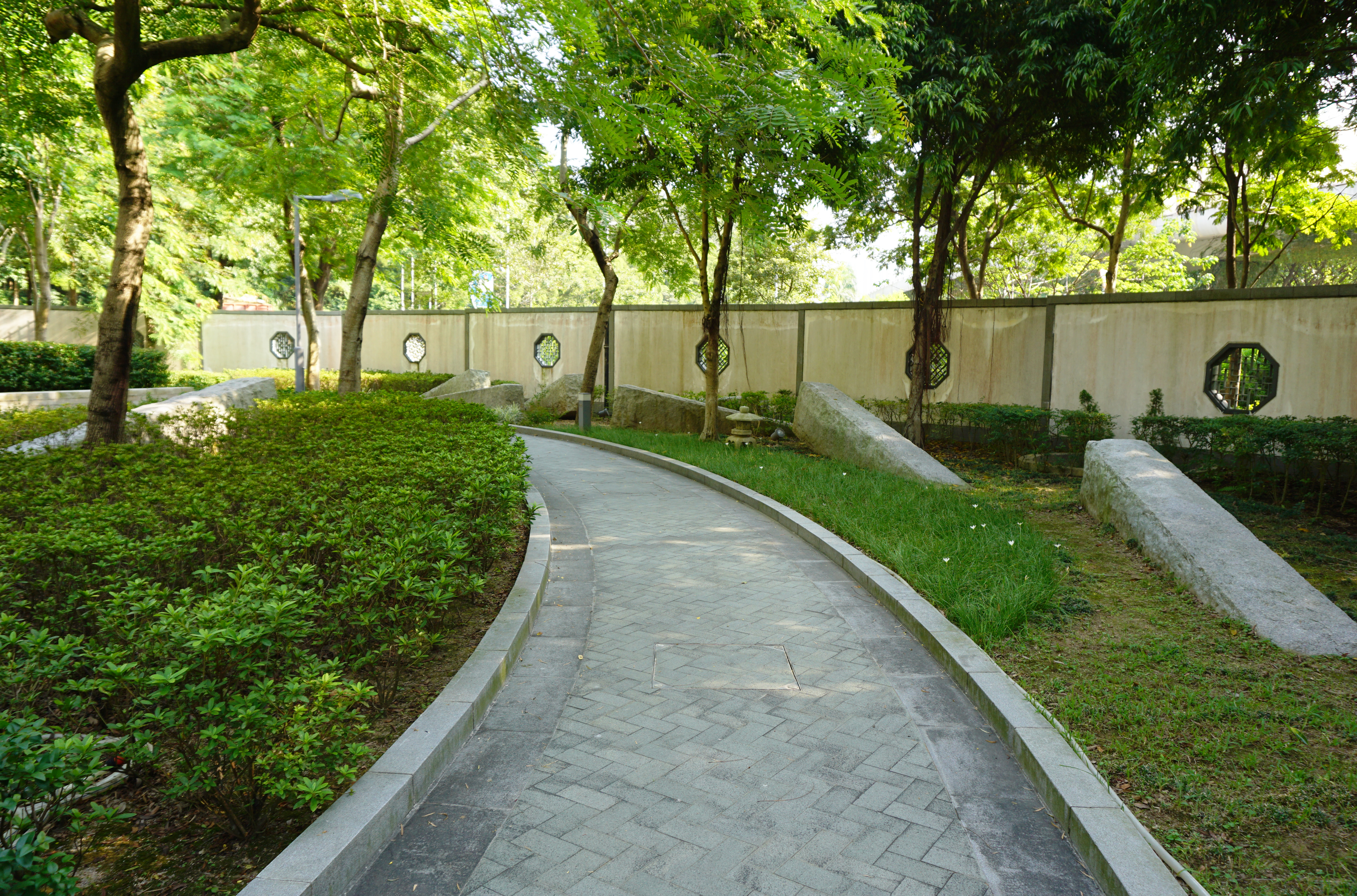
石景園
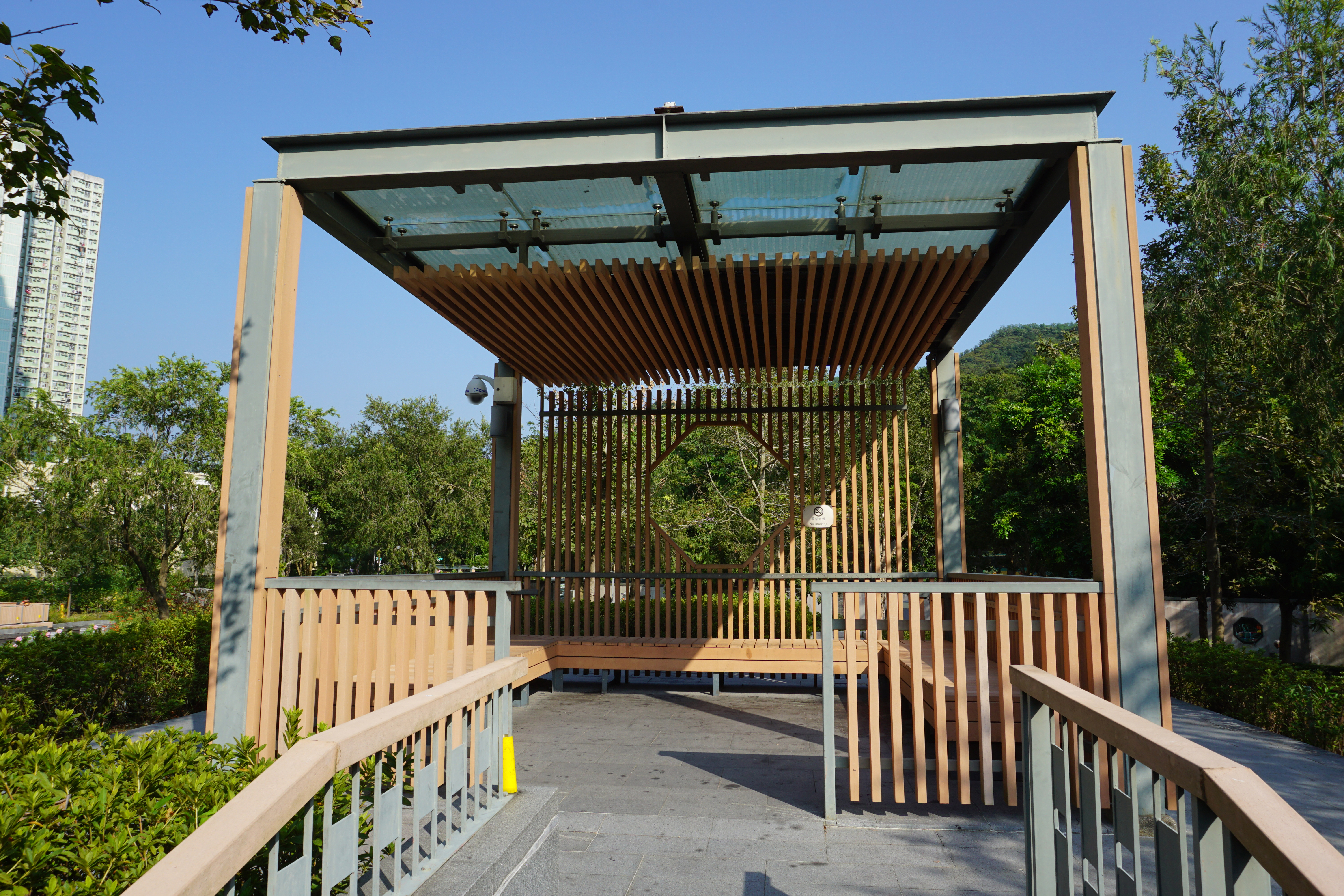
涼亭
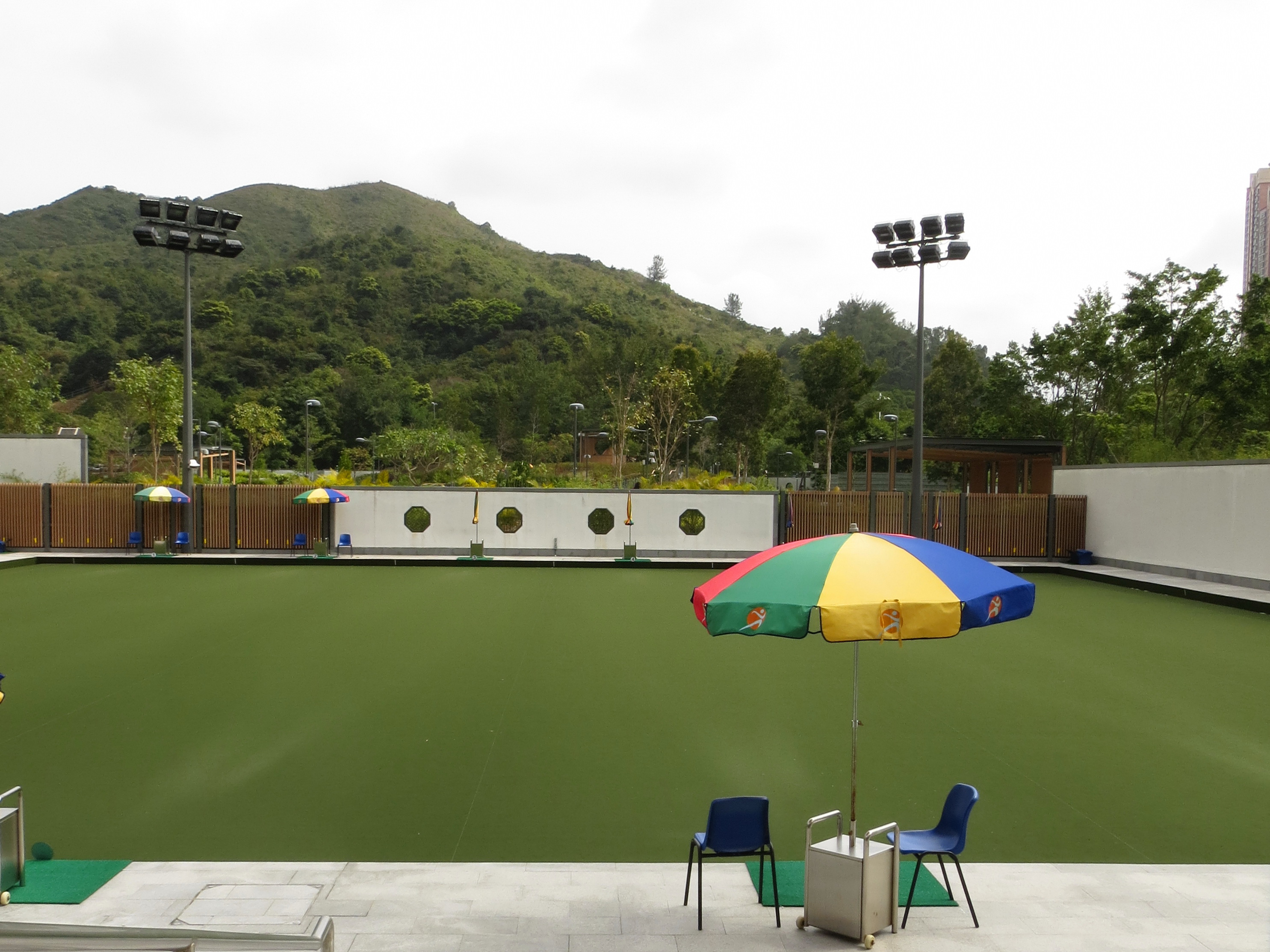
人造草地滾球場
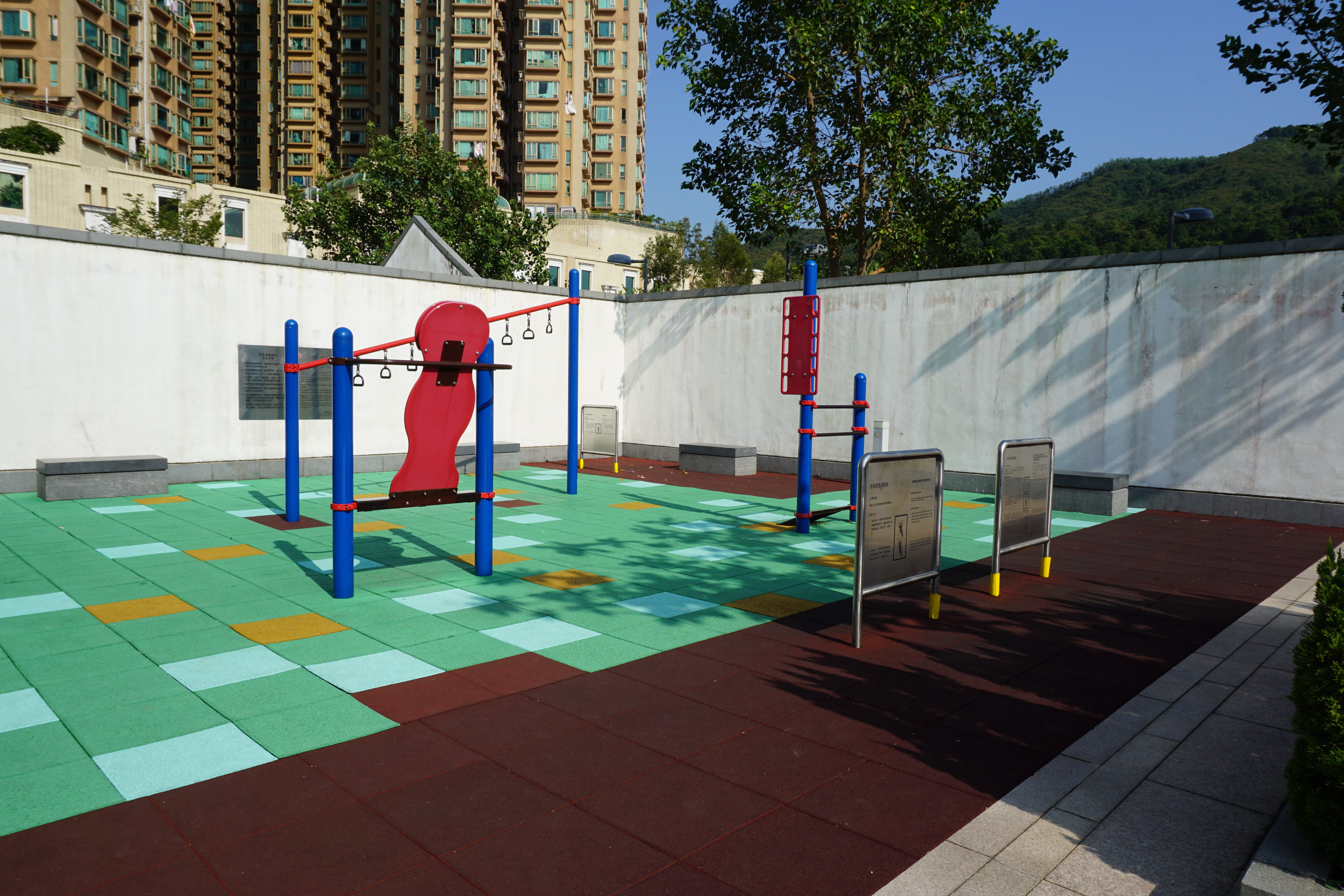
長者健體園地
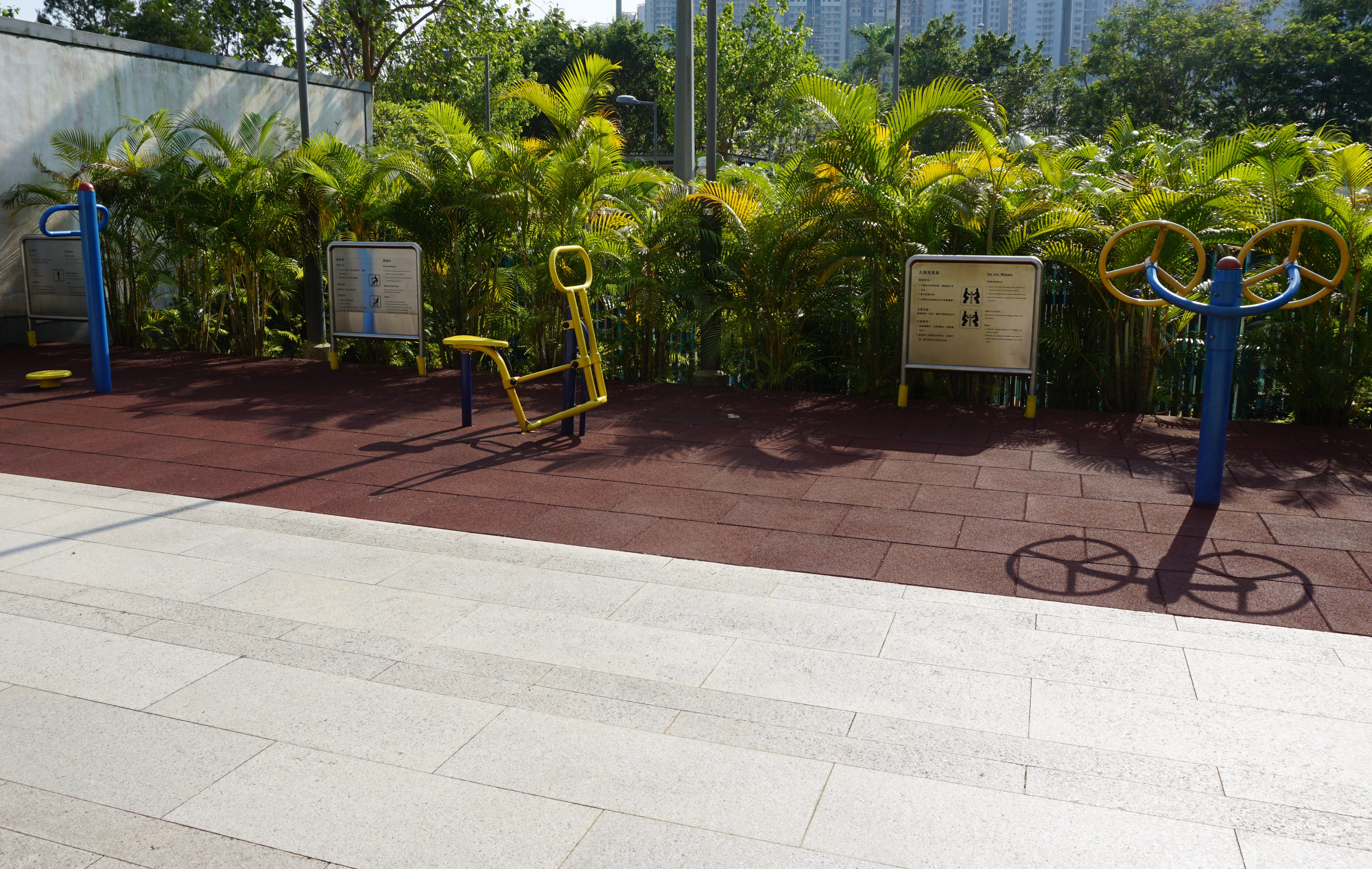
長者健體園地
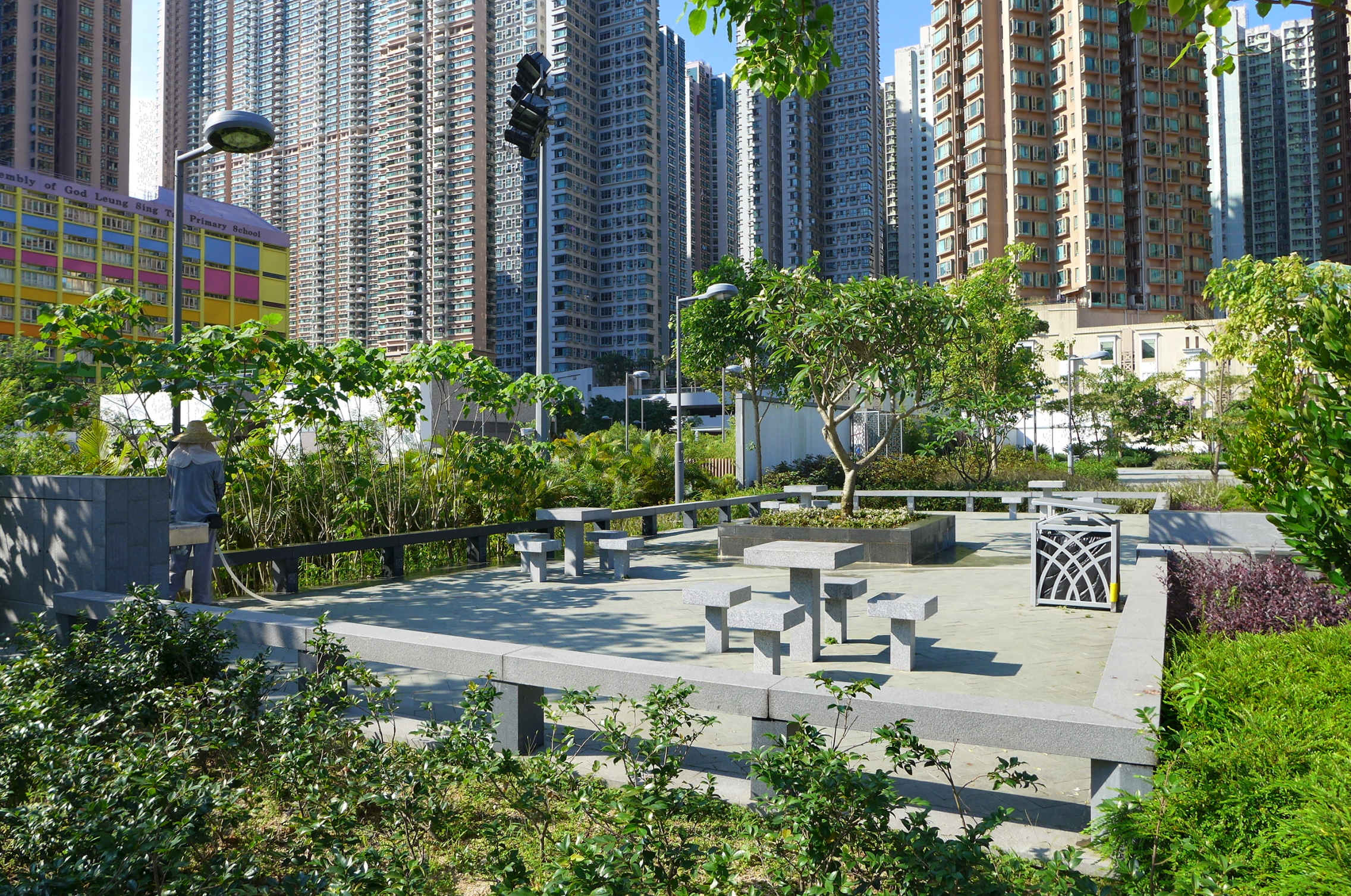
棋藝角
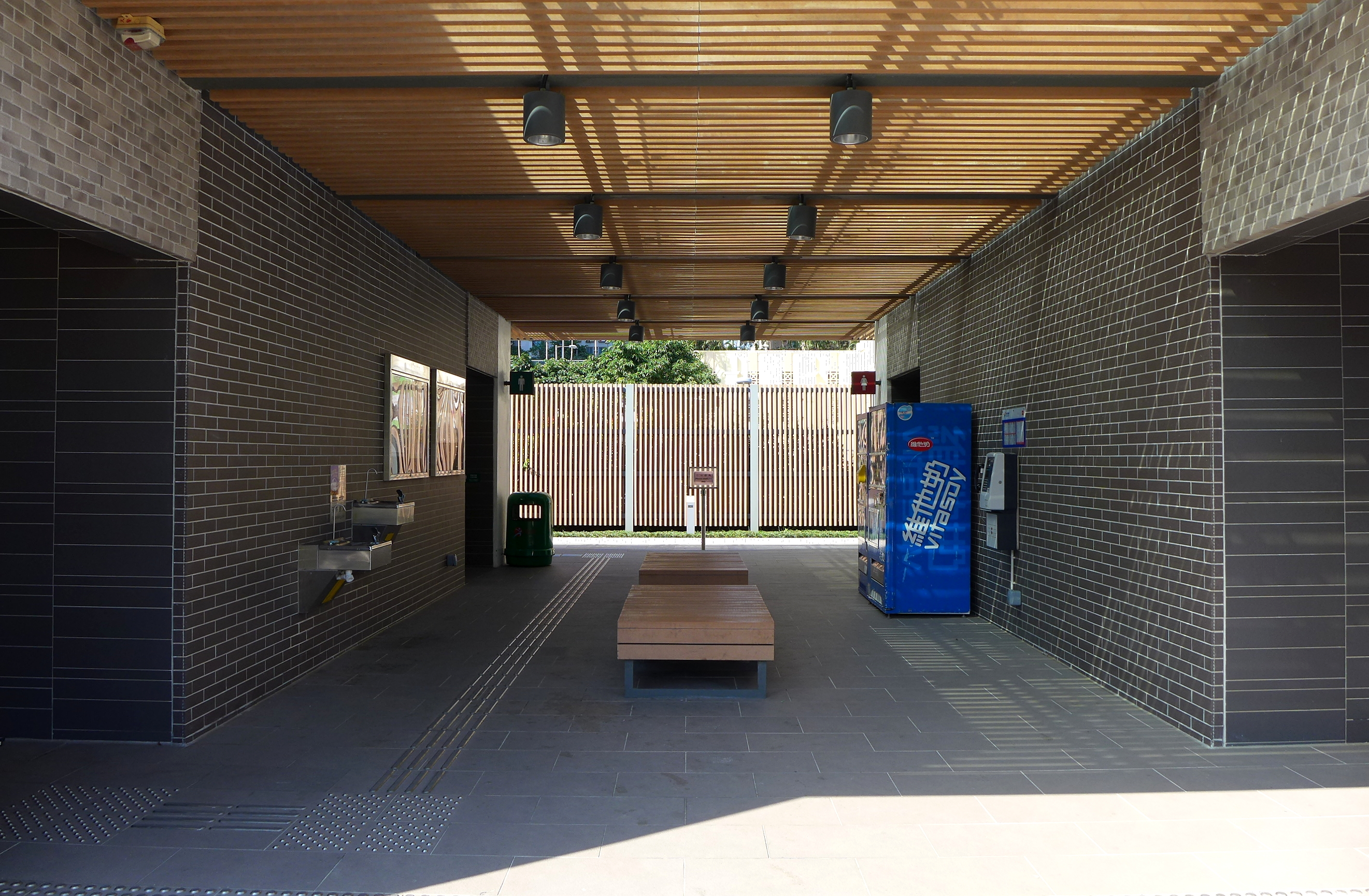
洗手間外的休憩空間
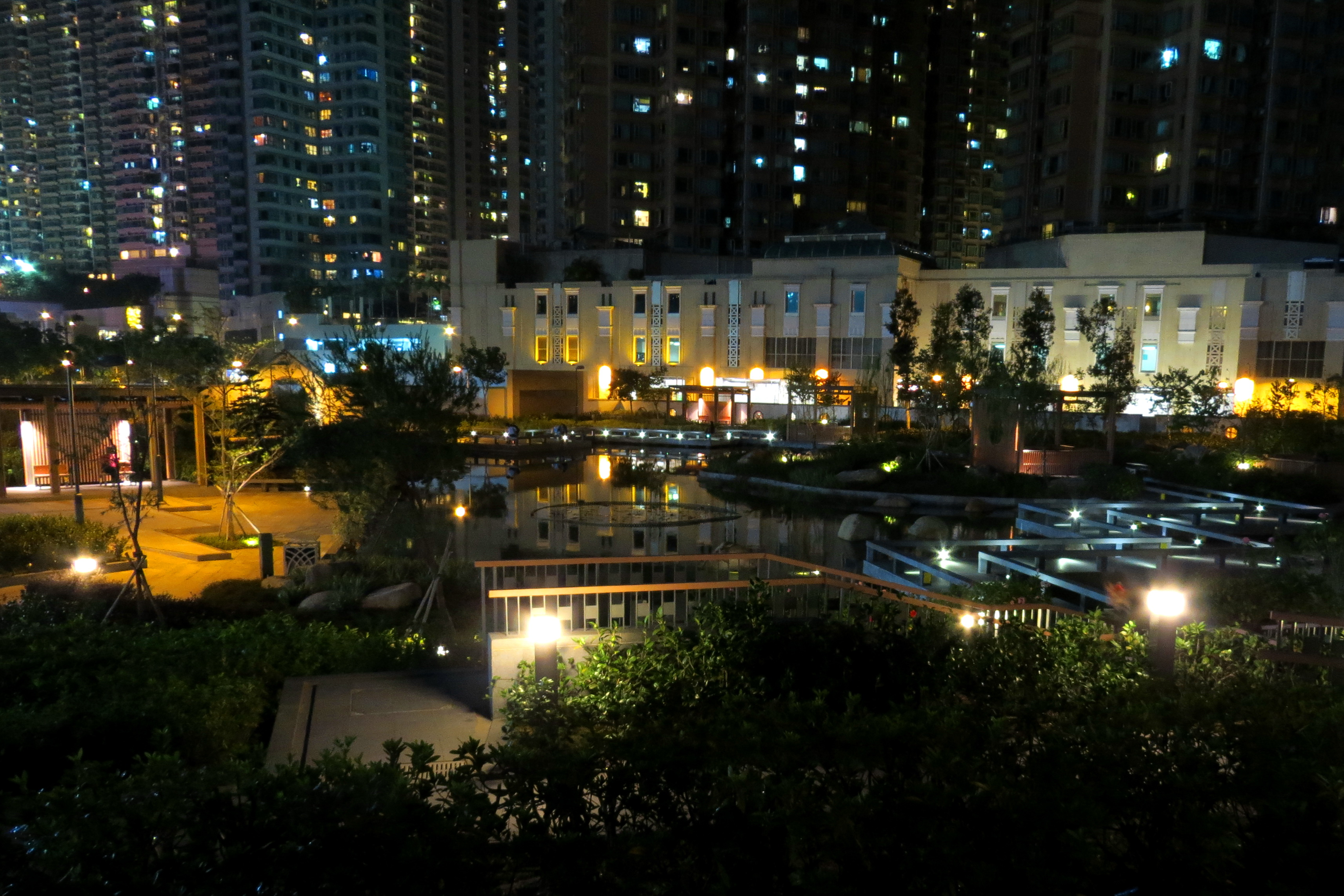
晚上的坑口文曲里公園

## 禁煙安排
此場地禁止吸煙。

## 鄰近地方
- 港鐵坑口站
- 將軍澳運動場
- 香港單車館
- 香港單車館公園
- 蔚藍灣畔
- 海悅豪園
- 新寶城
- 南豐廣場
- 安寧花園
- 將軍澳廣場
- 尚德邨

## 資料來源
1. ↑   (PDF).   [2011-05-11]. （原始内容 (PDF)存档于2010-06-02）.

- 立法會CB(2)1453/08-09(01)號文件－立法會民政事務委員會將軍澳第37區地區休憩用地（页面存档备份，存于）
- 西貢區議會地區設施管理委員會二一年第六次會議記錄日期[永久]

22°18′48″N 114°15′55″E / 22.3132°N 114.2654°E